# Józef Korbas
Józef Franciszek Korbas (Cracòvia, 11 de novembre de 1914 - Katowice, 2 d'octubre de 1981) fou un futbolista polonès de la dècada de 1930.
Pel que fa a clubs, defensà els colors del Nadwiślan Kraków i el KS Cracovia, amb qui guanyà la lliga de 1937. Fou internacional amb la selecció de Polònia, amb la marcà 4 gols en 2 partits i disputà el Mundial de 1938.